# Meroux-Moval
Meroux-Moval ist eine französische Gemeinde mit 1.420 Einwohnern (Stand 1. Januar 2022) im Territoire de Belfort in der Region Bourgogne-Franche-Comté. Sie gehört zum Kanton Châtenois-les-Forges und zum Arrondissement Belfort.
Sie entstand als Commune nouvelle mit Wirkung vom 1. Januar 2019 durch die Zusammenlegung der bisherigen Gemeinden Meroux und Moval, die in der neuen Gemeinde den Status einer Commune déléguée haben. Der Verwaltungssitz befindet sich im Ort Meroux.
Die Gemeinde erhielt 2023 die Auszeichnung „Eine Blume“, die vom Conseil national des villes et villages fleuris (CNVVF) im Rahmen des jährlichen Wettbewerbs der blumengeschmückten Städte und Dörfer verliehen wird.

## Gliederung
| Ortsteil                 | ehemaliger INSEE-Code | Fläche (km²) | Einwohnerzahl zum 1. Januar 2019 |
| ------------------------ | --------------------- | ------------ | -------------------------------- |
| Meroux (Verwaltungssitz) | 90068                 | 8,85         | 898                              |
| Moval                    | 90073                 | 1,16         | 470                              |

## Geschichte
Zwischen 1972 und 1997 gehörte das benachbarte Moval durch eine Gemeindefusion schon zu Meroux, jedoch in Form einer Assoziation, die es den beiden Gemeinden ermöglichte, sich wieder zu trennen. 
Am 1. Januar 1997 wurden Meroux und Moval wieder eigenständige Gemeinden.
Am 1. Januar 2019 kehrten die beiden Gemeinden zu den Grenzen zurück, die bereits 1972 festgelegt worden waren, entsprechend einem Präfekturdekret vom 21. Dezember 2018.